# Džuba, Saudova Arabija
Džuba (arabsko جبة) ali Jubbat Ha'il (arabsko جبة حائل, Jubbah of Ha'il) je mesto v provinci Ha'il v Saudovi Arabiji, 90 kilometrov severozahodno od mesta Ḥaʼil. Mesto leži na stari karavanski poti med Nadždom in vzhodnim Sredozemskim morjem. Čeprav se sliši presenetljivo, so ljudje, ki so trgovali s kadilom, začimbami in drugim dragocenim blagom z južnega Arabskega polotoka, redno prečkali 350 km peščenih sipin med tema dvema glavnima trgovskima mestoma. Številni tako imenovani tamudski napisi (več kot 5000) pričajo o tem intenzivnem obisku popotnikov. Čeprav je Džuba v celoti obdana z ogromno puščavo Nefud, je znana po bogatem kmetijstvu in obilici vode ter ima 20.000 prebivalcev.
Pravzaprav je današnje mesto Džuba zgrajeno na sedimentih, ki jih je skozi tisočletja pustilo to paleojezero, ki meri vsaj 20 km krat 4 km in je v celoti skrito pod peskom, ki ga razmetava veter, na njegovih severnih, južnih in vzhodnih mejah. Izpostavljeni del paleojezera leži navzdol od gore Džebel Um Sanman proti zahodu, ki je preusmeril zahodni tok peska okoli njega in pustil depresijo brez peska, ki se je v preteklih vlažnih obdobjih napolnila z vodo. Več arheoloških najdišč človeških poselitev iz obdobja srednjega paleolitika je bilo najdenih okoli roba paleojezera. Kamniti artefakti, najdeni na teh lokacijah, so pomembni za tekoče razprave o času, naravi in poteh poznopleistocenskih človeških migracij. Nekatera prazgodovinska orodja, najdena na tem območju, kažejo, da so ga ljudje naselili že pred več deset tisoč leti v zgodnejših obdobjih vlažnejšega podnebja.
Džuba je obdana z velikimi izdanki peščenjaka, ki so polni starodavnih petroglifov in napisov na skalnih stenah. Še posebej v Džebel Um Sanmanu, ki je skupaj z drugimi kraji skalne umetnosti v provinci Ha'il uvrščen na Unescov seznam svetovne dediščine. Nekatere od teh skalnih rezbarij prikazujejo moške s pokrivali, ptice, opice, gazele in dve živali, ki vlečeta voziček na kolesih.
Džubo je leta 1845 obiskal finski orientalist in raziskovalec Georg August Wallin. Wallin je opisal prostorne hiše iz blata, pri čemer je imela vsaka hiša priložen gozdiček in vodnjak, kjer so za vleko vode uporabljali kamele. Mesto je imelo 170 hiš, vse so pripadale klanu Al Ramal iz plemena Šamar. Videti so bili bledi in suhi ter so živeli podobno kot beduini, čeprav so bili naseljeni v stalnih hišah. Mesto je obiskovalo veliko beduinov, zlasti med sezono datljev (čeprav je Wallin mislil, da njihovi datlji niso tako dobri kot tisti v provinci Al Džavf in oazi Tajma), pa tudi zaradi njegovih rodovitnih pašnikov.